# Todo Mundo
"Todo Mundo" é uma canção da cantora brasileira Gaby Amarantos e o bloco carnavalesco Monobloco para a promoção da Coca-Cola para a Copa do Mundo FIFA de 2014. Foi lançada em 30 de abril de 2014 pela gravadora The Coca-Cola Company no iTunes.

## Versões
Além da versão em português de Gaby Amarantos e Monobloco, a The Coca-Cola Company ainda fez mais outras 8 versões.
A segunda versão de "Todo Mundo", em portinglês, feita por Gaby Amarantos com Monobloco e David Correy.
Duas versões em portunhol, por Gaby Amarantos com Tan Bionica intitulada "El Mundo es Nuestro" e outra por Gaby Amarantos com Carlos Vives intitulada "La Copa de Todos".
Carlos Vives e David Correy também cantaram juntos uma versão em espanglês de "La Copa de Todos". Mais uma versão em espanglês por David Correy, Wisin e Paty Cantú.
Em uma versão totalmente em inglês, Aloe Blacc e David Correy cantaram a faixa "The World is Ours".
E mais duas versões foram feitas, "The World is Ours", cantada por Dunia Kita e David Correy; e a "Светът е наш", cantada por David Correy junto com Raffi, Zhana, Deo, Leo e Igrata.

## Faixas
| N.º | Título                                                        | Duração |  |
| 1.  | "Todo Mundo" (Gaby Amarantos, Monobloco)                      | 3:18    |  |
| 2.  | "Todo Mundo" (Gaby Amarantos, Monobloco, David Correy)        | 3:00    |  |
| 3.  | "El Mundo es Nuestro" (Tan Bionica, Gaby Amarantos)           | 3:23    |  |
| 4.  | "La Copa de Todos" (Carlos Vives, Gaby Amarantos)             | 3:09    |  |
| 5.  | "La Copa de Todos" (Carlos Vives, David Correy)               | 3:19    |  |
| 6.  | "La Copa de Todos" (Wisin, Paty Cantú, David Correy)          | 4:01    |  |
| 7.  | "The World is Ours" (Aloe Blacc, David Correy)                | 3:04    |  |
| 8.  | "The World is Ours" (Dunia Kita, David Correy)                | 2:42    |  |
| 9.  | "Светът е наш" (Raffi, Zhana, Deo, Leo, Igrata, David Correy) | 3:14    |  |

- Exceto a versão de Carlos Vives com Gaby Amarantos, todas as 8 versões obtém Videoclipe.

## Desempenho nas tabelas musicais
| Tabela musical (2014)                       | Melhor posição |
| ------------------------------------------- | -------------- |
| Brasil - (Billboard Brasil Hot 100 Airplay) | 65             |